# 1. FC 타트란 프레쇼우
1. FC 타트란 프레쇼우(슬로바키아어: 1. FC Tatran Prešov)는 프레쇼우를 연고로 하는 슬로바키아의 축구 팀이다. 이 팀은 1898년 5월 25일에 창립했으며 현재는 슬로바키아 수페르리가에 출전하고 있다.

## 선수 명단

### 현역
- 마르틴 바란(2006 ~ 2009, 2010 ~ 2011, 2022 ~ )
- 요제프 돌니(2010 ~ 2014, 2021 ~ )
- 아서 안젤로 레냐니
- 알리우 디아오
- 도미니크 소쿨(2023)

## 역대 감독
| 감독            | 임기        |
| --------------- | ----------- |
| 요제프 아다메츠 | 1998 ~ 1999 |